# Търпейца
Вижте пояснителната страница за други значения на Трапезица.
Търпейца или Търпевица (понякога книжовно Трапезица, на македонска литературна норма: Трпејца) е село в Северна Македония с 358 жители.

## География
Селото е разположено в подножието на планината Галичица на източния бряг на Охридското езеро, на 17 km южно от град Охрид по пътя за манастира „Свети Наум“.

## История
Средновековната църква „Света Богородица Заум“ (Захумска) се намира на 1 km от Търпейца и може да се посети само през Охридското езеро.
В „Етнография на вилаетите Адрианопол, Монастир и Салоника“, издадена в Константинопол в 1878 година и отразяваща статистиката на населението от 1873 година Търпевица (Trpévitza) е посочено като село с 50 домакинства със 140 жители българи.
Селото е векове наред чифлик на манастира „Свети Наум“. Според Васил Кънчов („Македония. Етнография и статистика“) това е причината поради която „щат не щат“ селата Любанища и Търпейца са сред шестте села от Охридска каза предпочели върховенството на константинополския патриарх пред Българската екзархия.
В 1893 година Атанас Шопов посещава Търпейца и пише:
| „ | Малко по-нататък спряхме в българското село Трапезица. То е известно по своите мозайки. Езерното крайбрежие е покрито с разноцветни мозаически камъчета... Това село се казва Трапезица, защото над него планината е образувала две площади във форма на трапези. | “ |

В статистиката на Васил Кънчов („Македония. Етнография и статистика“) към 1900 година селото има 315 жители българи-християни.
На Етнографската карта на Битолския вилает на Картографския институт в София от 1901 година Трапезица е чисто българско село в Охридската каза на Битолския санджак с 39 къщи.
По данни на секретаря на екзархията Димитър Мишев („La Macédoine et sa Population Chrétienne“) в 1905 година в Търпейца има 320 българи патриаршисти гъркомани и в селото функцинира гръцко училище.
При избухването на Балканската война в 1912 година 6 души от Търпейца са доброволци в Македоно-одринското опълчение.
Според преброяването от 2002 година селото има 303 жители северномакедонци.
| Националност     | Всичко |
| северномакедонци | 303    |
| албанци          | 0      |
| турци            | 0      |
| роми             | 0      |
| власи            | 0      |
| сърби            | 0      |
| бошняци          | 0      |
| други            | 0      |

Търпейца традиционно е рибарско селище. От началото на XXI век местното население развива туризъм, като се дават квартири под наем, а на брега на езерото има и ресторанти.
В 2005 година е поставен темелният камък на църквата „Свети Никола“, градена върху основи на по-стара църква. Под върха на планината Галичица, в местността Поле, се намира параклисът „Възнесение“ или „Свети Спас“.

## Личности
Родени в Търпейца
- Велко Христов Костов (1860 - след 1943), български революционер, деец на ВМОК